# سیف‌الدین‌خان اردلان
سیف‌الدین‌خان اردلان ملقب به مظفرالسلطنه اول (۱۲۵۰ – ۱۲۹۳ شمسی) از حاکمان و امرای خاندان اردلان ولایت کردستان و فرماندار سقز در زمان محمدعلی شاه و احمدشاه قاجار بود. او از خاندان سلطانی اردلان بود که در اثنای جنگ جهانی اول و اشغال بخش‌های غربی ایران توسط دولت عثمانی، توسط آنها و به دلیل عدم همکاری و مشارکت با عثمانی‌ها در جنگ با روس‌ها و تبعیت از سیاست بی‌طرفی دولت مرکزی ایران، به همراه محمدحسین خان مکری حاکم مهاباد دستگیر و در مراغه تیرباران گردید.

## زندگی

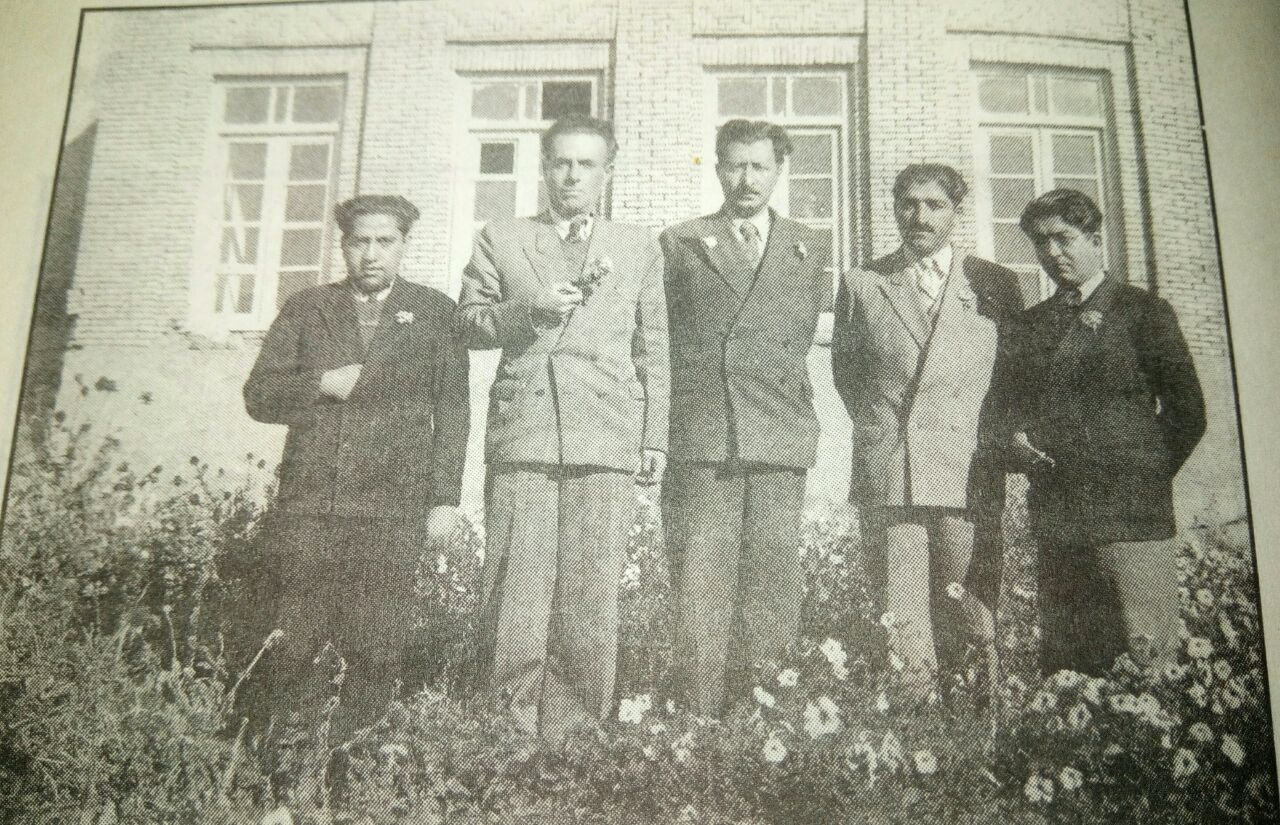
نفر دوم از سمت چپ سیف‌الله خان پسر سیف الدین خان آخرین حاکم اردلان

سیف‌الدین‌خان فرزند مجید خان اردلان از امرای اردلان و خاندان سلطانی اردلان در دوران ناصرالدین شاه قاجار و پدر سیف‌الله خان اردلان مظفرالسلطنه دوم آخرین حاکم و فرماندار خاندان اردلان بود که در سال ۱۲۵۰ در شهر سقز به دنیا آمد.
او از امرای قدرتمند خاندان اردلان بود که منطقه سقز به عنوان مرکز حاکمیت او بود، تحت فرمان او در شرایطی امن اداره می‌گردید و مردم منطقه را از تجاوزات دول عثمانی و روس و همچنین راهزنان داخلی محفوظ نگهداشته بود.

### امرای اردلان
خاندان اردلان‌ محدوده وسیعی از مناطق کردنشین خاورمیانه را تحت سلطه و حکمرانی خود داشتند. بر اساس برخی روایات آنها به احمد بن مروان رسیده و بعضی دیگرشخص اول این خاندان را خسرو نام آسیابان دانسته که به دستیاری ابومسلم، در زمان سفّاح بر کردستان مستولی شد یا از نسل اردشیر بابکان دانسته‌اند. آنها را از نسل صلاح الدین ایوبی نیز شمرده‌اند.
فرمانروایی آنها از اواسط قرن ششم هجری زمانیکه بابا اردلان با احداث قلاع مستحکمی در ناحیه شهرزور حکومت کرد آغاز گردید. سابقه دشمنی اردلان‌ها با عثمانی‌ها به دلیل اشغال بخشی از سرزمین‌هایشان، سبب شد تا با ظهور صفویه، این والیان جانب آنها را بگیرند و وفادار به دولت ایران باشند. اما دیری نپایید که با سیاست سرکوب شاه اسماعیل صفوی همزمان با شروع اختلافات بین ایران و عثمانی و دستگیری امرای قبایل کرد، امرای اردلان به عثمانی‌ها گرایش پیدا نموده و این زمینه‌ساز شکست ایران در جنگ چالدران شد.
سلطانی اردلان، خاندان حاکم بر سقز در اواخر دوران صفوی و کل دوران قاجار، یکی از شاخه‌های خاندان اردلان است. سلطانی اردلان به شاخه‌های مختلفی تقسیم می‌شود.
از این خاندان ابتدا محمدسلطان اردلان به حکومت سقز رسید که نام این خانواده برگرفته از نام اوست. پس از وی پسرش محمدعلی خان بزرگ حاکم سقز شد و سپس مجیدخان، پسر محمدعلی خان. در جنگ جهانی اول سیف الدین خان اردلان (مظفرالسلطنه اول) پسر مجیدخان حاکم سقز بود که به دست عثمانی ها و به دلیل تبعیت نکردن از آنان در مراغه تیرباران شد . پسر او سیف الدین خان (مظفرالسلطنه دوم) از سال ۱۳۳۵ قمری به بعد حکومت این شهر را در دست داشت.

## دخالت در عزل و نصب حکام شهرهای ایران
در حدود سال ۱۲۹۰ هجری شمسی عزل و نصب حکام سقز و بانه با دخالت روس‌ها و بدون رضایت دولت مرکزی ایران از خاندان اردلان سلب شد. عبدالله ناهید در این ارتباط در کتاب خود «خاطرات من» می‌نویسد:
کشمش‌هایی که بلأخره منجر به اشغال تبریز از جانب روس‌ها گردیده، تازه در بین حاجی صمدخان مقدم مراغه و اهالی تبریز شروع شده بود. بالاخره روس‌ها هرج و مرج تبریز را بهانه کرده بقوه ارتش تبریز را اشغال و حاجی صمدخان را به حکومت آنجا تعیین و یک نفر قنسول را به نام الکساندر با عده ای قزاق مأمور مهاباد نمودند. الکساندر وقتی به مهاباد وارد شد به‌طور مستقیم کارها را در دست گرفت. محمد حسین خان سردارمکری که در این هنگام از جانب دولت حکومت سابلاغ را در دست داشت و از حکومت غیراز اسمی برای او باقی نبود بر اثر موافقتی که بین او و قنسول حاصل شد کارش رونق بسزایی یافته و در کار سقز و بانه نیز به‌طور مستقیم شروع به دخالت نمود. سیف الدین خان که در این موقع حکومت سقز را داشت از پیشرفت‌ها و اقتدار سردار بیمناک شده مصمم رفتن به تبریز و ملاقات حاجی شجاع الدوله (صمدخان) والی آذربایجان گردید.
در این میان حاجی صمدخان مراغه ای ملقب به شجاع الدوله بدون اینکه دولت ایران وی را به رسمیت بشناسد، با حمایت روس‌ها که آذربایجان را به اشغال خود درآورده بودند و به نام دولتی خودخوانده بر تبریز و اردبیل و ارومیه و حتی مهاباد حکم می‌راند. سیف الدین خان سقز تصمیم گرفت به منظور مذاکره با حاجی صمدخان مراغه ای و توافق بر سر ادامه حکومت خود بر سقز و بانه به ملاقات او برود. به همین منظور درششم فروردین سال ۱۲۹۰ به همراه چندتن دیگر عازم تبریز شد. ناهید که در این سفر از همراهان سیف الدین خان بود نوشته‌است:
همان روز که وارد شدیم، صبحش به حضور حاجی شجاع الدوله والی کل آذربایجان پذیرفته گردیدیم. حاجی شجاع الدوله با طایفه بیگ زاده سابقه دوستی ممتدی داشت. بدواً از سیف الدین خان هم به‌طور حرارت آمیزی پذیرایی نمود. ولی بعدها نفهمیدیم روی چه اصلی بود قدری برودت به خرج داد.

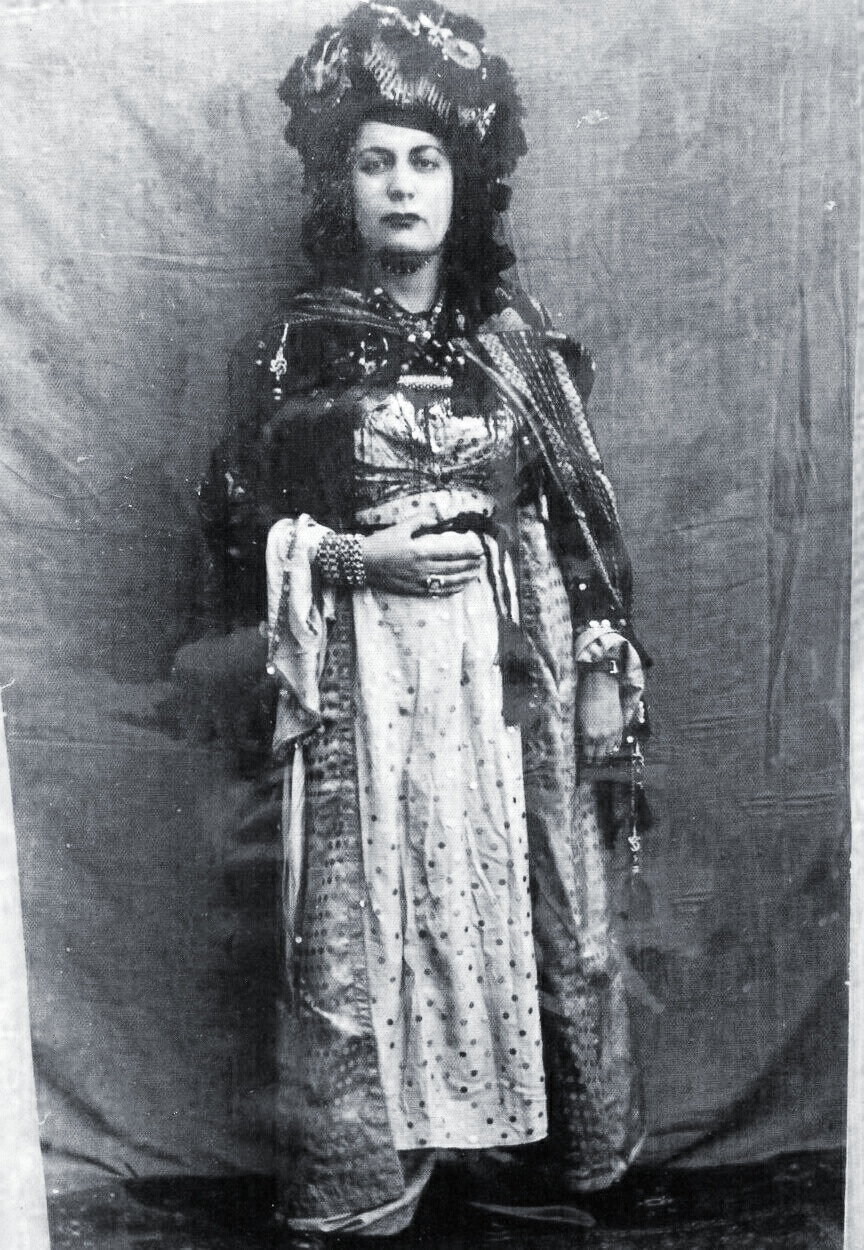
مریم خان خواهر سیف الدین خان اردلان

شیخ رئوف ضیائی در خلال وقایع زمستان ۱۲۹۲ شمسی (۱۳۳۱ قمری) چنین نوشته‌است:
«شجاع الدوله دستور داده بودند که سردار با جمعیت انبوه عشایر به سقز بیایند و سیف الدین خان حاکم سقز را دستگیر و این منطقه را به قلمرو حکومت خود اضافه نماید. ایشان هم (سردارمکری) با چندهزار سوار به سردشت و از آنجا به بانه حرکت کرد و بنا بود با همان عده عازم سقز شود. مظفرالسلطنه نیز قوای خود را جمع کرده و سنگربندی و اقدامات لازم را به عمل آورده بود. در عین حال محرمانه مکاتباتی را با حاج شجاع الدوله شروع نموده بود. سردار مکری نخست لشکر خود را تقسیم نموده و قسمتی را به خورخوره و تیلکو فرستاد تا آن مناطق را اشغال نمایند و مانع رسیدن قوای کمکی به مظفرالسلطنه بشوند. خودش با جمعیتی کثیر به سوی سقز حرکت کرد و به روستای قبغلو رسیده در این اثنا تلگرافی از حاج شجاع الدوله بوسیله مظفرالسلطنه جهت سردار رسید که وی را از حمله به سقز بازداشته و دستور بازگشت سردار و قوای وی را به مهاباد صادر کرده بود. در عین حال قوای سردار وارد سقز شد در حالیکه انتظار جنگ و مقاومت داشتند اما در کمال تعجب دیدند که وضع شهر عادی است لذا سردار مستقیماً به دارالحکومه یعنی منزل مظفرالسلطنه (واقع در محله پشت مسجد جامع کنونی) واردشد… سردار هم با دریافت تلگراف دستور متفرق شدن اردوی خود را صادر و آن شب را با عده ای از سران لشکر مهمان مظفرالسلطنه بودند و صبح زود به طرف بوکان حرکت کردند.»

## جنگ جهانی اول
بر اساس شرایط سیاسی و اجتماعی موجود در ایران، این کشور در زمان شروع جنگ جهانی اول رسماً اعلام بی‌طرفی نمود. با این حال در عمل نیروهای ایران توسط قدرت‌های مرکز و نیروهای متفقین جنگ جهانی اول تحت تأثیر شرایط از یکی از طرفین طرفداری می‌کردند. منافع غربی در ایران بر مبنای منابع قابل توجه نفت و موقعیت سوق‌الجیشی ایران که مابین افغانستان و نیروهای متخاصم عثمانی، روس، و بریتانیا قرار داشت، بود. ایران با قرارداد سن پترزبورگ، ۱۹۰۷ میلادی به منطقه تحت نفوذ شمال و منطقه تحت نفوذ جنوب تقسیم شده بود. این شرایط تحت پوشش دهه‌ها سیاست مشهور به بازی بزرگ بین روسیه و بریتانیا حاصل شده‌بود. این قرار داد همچنین مناطق تحت نفوذ در تبت، افغانستان، و ایران را تعیین نموده بود تا وزنه تعادلی در برابر نفوذ آلمان‌ها را فراهم آورد.
در چنین شرایطی نیروهای نظامی روس و عثمانی در نواحی شمال غرب و غرب وارد ایران شدند و در تسلط بر شهرها و کسب حمایت از حاکمان منطقه با هم رقابت می‌نمودند.

## دستگیری و اعدام

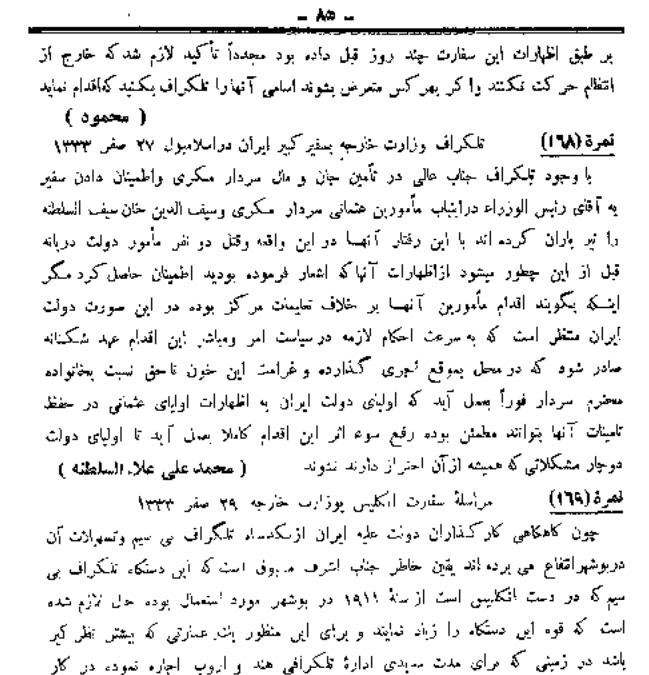
تلگراف وزارت خارجه به سفیر ایران در شهر استانبول در رابطه با اعدام سیف الدین خان و سردار مکری سال ۱۲۹۳ شمسی

عثمانی‌ها از حاکمان شهرهای غربی ایران از جمله سقز که سیف الدین خان اردلان بود خواستند که در مقابله با روس ها و جنگ با روس‌ها به آنها بپیوندد. اما سیف الدین خان از این کار خودداری نموده و اعلام نمود که از سیاست بی‌طرفی دولت مرکزی ایران تبعیت می‌کند. این امر منجر به کینه و عداوت عثمانی‌ها با او شده و با لشکر کشی به منطقه، سیف الدین خان اردلان را به همراه محمدحسین خان مکری حاکم سابلاغ (مهاباد) دستگیر و در شرایطی سخت و غیرانسانی به مراغه منتقل نموده و اعدام نمودند. در زمان اعدام او صدها سربازعثمانی تمامی منطقه مراغه را تحت کنترل خود درآورده بودند و او را به میدان مرکزی مراغه برده و تیرباران نمودند. با آوردن جنازهٔ سیف الدین خان به سقز، برای آخرین بار مراسم چه مه ری و کتل گردانی در سقز برپا شد و در حالیکه لباسها و اسلحهٔ خان را بر اسب مخصوصی سوار کرده بودند، گروه زیادی از مردم با تیره و کبود کردن لباسهایشان و نیز با خواندن اشعار سوزناک و شیون و آه و ناله از مسجد جامع بسوی آرامگاه او حرکت کردند. در اونروز مرحوم ملا عبدالعزیز مفتی ملقب به صدرالعلماء قصیدهٔ مشهورش رو در بین عزاداران خوند و بعد مردم به خانه‌هایشان برگشتند.
پسر او سیف‌الله خان اردلان مظفرالسلطنه دوم به دلیل محبوبیت پدرش نزد مردم و در سن پانزده سالگی با حکم مردم کوچه و بازار، کشاورزان و کسبه و روحانیون، حاکم سقز شدم.

## جستارهای ویژه
- اشغال ایران در جنگ جهانی اول
- سلطانی اردلان
- حکام اردلان
- ایران در جنگ جهانی اول
- محمدحسین خان مکری